# 山田怜
山田 怜（やまだ れい、1982年8月25日 - ）は、日本の漫画家、同人作家。静岡県出身。

## 概要
大学在学中に漫画の執筆を始め、2008年に「ものづくり」で、講談社の第85回アフタヌーン四季賞で佳作を受賞し、翌年同じく講談社の別冊少年マガジンに山田 瑯の名義で「蓬莱ガールズ」を連載しデビュー。その後名義を山田 怜に変更し、2013年に「コーヒーゼリー」がモーツー×ITAN即日新人賞で優秀賞を受賞。2015年3月より徳間書店の月刊コミックゼノン（2016年5月からは『WEBコミックぜにょん』に掲載場所を変更）で「鳴沢くんはおいしい顔に恋してる」を2017年8月まで連載した。この際、宝島社の「このマンガがすごい！2016」で注目の「食マンガ」特集で取り上げられている。
2020年4月からはマッグガーデンの月刊コミックガーデンにて「ソフィアの円環」を連載、2021年10月号で完結した。

## 作品リスト

### 連載
- 蓬莱ガールズ（『別冊少年マガジン』2009年10月号〈創刊号〉[6] - 2010年7月号[7]）
- 鳴沢くんはおいしい顔に恋してる（『月刊コミックゼノン』2015年5月号[8] - 2016年6月号→『WEBコミックぜにょん』2016年5月22日[9] - 2017年8月13日）
- ソフィアの円環（『月刊コミックガーデン』2020年5月号[5] - 2021年10月号）
- 山神様のお抱え漫画家（『MAGCOMI』2024年5月10日[10] - 連載中）

### 読み切り
- 浜風、奮闘す。（『艦隊これくしょん -艦これ- コミックアラカルト 舞鶴鎮守府編 十四』2017年） - 『艦隊これくしょん -艦これ-』のアンソロジー寄稿作品。ロー名義。
- 風味絶佳（『艦隊これくしょん -艦これ- コミックアラカルト 舞鶴鎮守府編 十六』2017年） - 『艦隊これくしょん -艦これ-』のアンソロジー寄稿作品。ロー名義。
- それは春の幻のような（『艦隊これくしょん -艦これ- コミックアラカルト 舞鶴鎮守府編 十七』2018年） - 『艦隊これくしょん -艦これ-』のアンソロジー寄稿作品。ロー名義。
- 涼を得るには（『艦隊これくしょん -艦これ- コミックアラカルト 舞鶴鎮守府編 十八』2018年） - 『艦隊これくしょん -艦これ-』のアンソロジー寄稿作品。ロー名義。

### 書籍
- 『蓬莱ガールズ』、講談社〈講談社コミックス〉2010年、全2巻
  1. 2010年4月16日発売[11]、ISBN 978-4-06-384289-0
  2. 2010年7月16日発売[12]、ISBN 978-4-06-384357-6
- 『鳴沢くんはおいしい顔に恋してる』、ノース・スターズ・ピクチャーズ〈ゼノンコミックス〉2015年 - 2017年、全4巻
- 『ソフィアの円環』、マッグガーデン〈BLADE COMICS〉2020年 - 2021年、全3巻
  1. 2020年9月10日発売[13][14]、ISBN 978-4-8000-1012-4
  2. 2021年4月9日発売[15]、ISBN 978-4-8000-1067-4
  3. 2021年11月10日配信[16]、電子専売
- 『山神様のお抱え漫画家』、マッグガーデン〈BLADEコミックス〉2024年 - 、既刊2巻（2025年4月10日現在）
  1. 2024年10月9日発売[17][18]、ISBN 978-4-8000-1510-5
  2. 2025年4月10日発売[19]、ISBN 978-4-8000-1576-1

## その他
蓬莱ガールズの連載時に「連載の途中で、自分の描きたいものが分からなくなって、漫画から一旦離れる決心をしました」とインタビューで述べるほどに壁にぶつかっていたが、過去出会った豊田徹也の「アンダーカレント」に衝撃を受けたことを思い出し、また豊田との手紙のやり取りを経て立ち直った。その縁から、豊田がgood!アフタヌーン第50号（2015年01月号）に掲載した「蟲師」のトリビュート企画では、数カット程度だが普段は断っているアシスタントとして参加している。
同人作家として、オリジナル作品限定の同人誌即売会「COMITIA」を中心に同人活動も行っており、コミティア104のはがきアンケートではトップ票を獲得している。二次創作の活動は「ロー」名義で作品を発表している。